# 奥古斯特·冯·科策布
奥古斯特·冯·科策布（德語：August Friedrich Ferdinand von Kotzebue，1761年5月—1819年3月23日），德国剧作家和作家，同时在俄罗斯和德国担任领事。1817年，在瓦尔特堡节期间，科策布的一本书被焚烧。1819年，他被卡尔·路德维希·桑德（Karl Ludwig Sand）谋杀，桑德是学生同盟激进成员。这起谋杀案给梅特涅提供了发布1819年卡尔斯巴德决议的借口，该法令解散了学生同盟，并打击了自由派媒体，并严重限制了德意志邦联各州的学术自由。儿子为俄罗斯探险家奥托·冯·科策布。